# Clima semiárido cálido
El clima semiárido cálido es un tipo de clima semiárido que en la clasificación climática de Köppen se denomina BSh, definiéndolo con una temperatura media anual superior a 18 °C. Presenta en general una temporada lluviosa moderada, cuyas precipitaciones pueden llegar a ser intensas pero breves, por lo que a lo largo del año predomina el clima seco. Por lo general es un clima intermedio entre el clima árido cálido y clima tropical de sabana cuya precipitación se ve atenuada por cierta altitud o bloqueo por cordones montañosos.
Forma uno de los ecosistemas más vulnerables. La explotación humana ocasiona disminución de la vegetación natural, con reducción del albedo, lo que trae consigo un aumento de la temperatura superficial, con incremento de la sequedad y la desertificación, por lo que un cambio climático se ve así realimentado, tal como ocurre por ejemplo en la región de semidesierto del Sahel en África, al sur del Sahara.
Se presentan los siguientes subtipos:

## Clima tropical seco

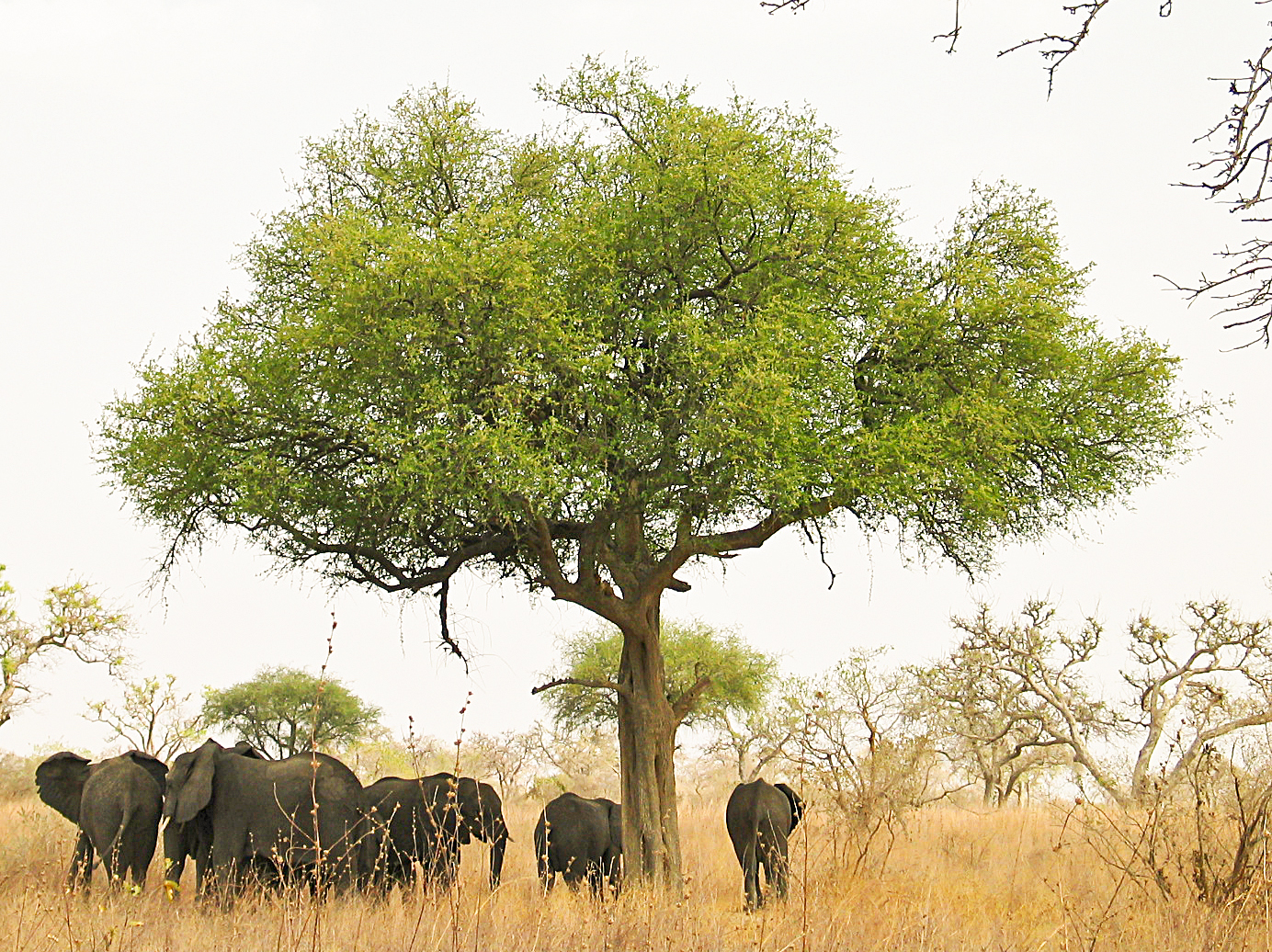
Sabana arbolada del Sahel en África.

El clima seco tropical o semiárido tropical es un clima muy cálido de latitudes tropicales y subtropicales, con temperaturas medias anuales superiores a los 24 °C y una temporada seca prolongada. Usualmente se sitúa entre las regiones de clima árido tropical (BWh) y el tropical de sabana (Aw) que es más húmedo. De acuerdo con la estacionalidad de las precipitaciones, puede clasificarse a su vez en los siguientes tres subtipos:

### Clima tropical seco monzónico (BShw)
Es un clima semiárido de influencia monzónica, con lluvia en verano y clasificado como BShw. Es un clima de influencia monzónica porque depende del cinturón de lluvias tropicales, el cual se desplaza hacia el hemisferio norte durante el verano boreal y hacia el sur durante el verano austral. Tiene amplitud térmica estacional y una breve temporada estival lluviosa. Es caluroso, con temperaturas medias aproximadas entre 24 y 30 °C; y precipitaciones medias entre 300 y 800 mm. La vegetación es de sabana arbolada, la cual se adapta a un largo periodo de sequía invernal. En África se le llamó al clima tropical seco como saheliano-sudanés o como senegalés, dada su posición intermedia entre ecosistemas como la semiárida Sabana de acacias del Sahel y la subhúmeda Sabana sudanesa (regiones del Sahel y del Sudán). Köppen le denominó anteriormente como clima de la acacia, en alusión a la distribución de la sabana de acacias (en alemán Tragantklima). La llegada de la estación de lluvias se anuncia con el aumento de temperaturas los meses previos y cuando cesan las lluvias puede aparecer un pico térmico. En América, son áreas pequeñas en México, Brasil (Caatinga), el bosque seco ecuatorial de Ecuador y Perú, y el bosque seco del Chaco Boreal de Bolivia y Paraguay. En el sur de Asia, se encuentra especialmente en India occidental y Pakistán, como parte más extrema del monzón. En el norte de Australia constituye un área grande de sabana y matorral tropical.

### Clima tropical seco ecuatorial (BShx´)
Es un clima semiárido que, análagomante al clima ecuatorial, presenta isotermia (baja amplitud térmica anual); es caluroso todo el año, con temperaturas medias entre 27 y 30 °C aproximadamente y no presenta una temporada claramente lluviosa. La x´ en BShx´ indica que las lluvias son escasas pero repartidas a lo largo del año; sin embargo, puede haber una débil temporada de lluvia o pueden ser dos temporadas (clima bimodal) que aparecen a media estación (lluvias equinocciales de otoño y primavera), es decir, en meses que no coinciden con los de máxima estacionalidad (el verano e invierno son secos) debido a su cercanía con el ecuador meteorológico. Son pequeñas áreas semiáridas del Caribe sudamericano (en Colombia y Venezuela), y parte de la costa oriental africana.

### Clima hawaiano (BShs)
Es un clima tropical seco con lluvia en invierno similar al clima mediterráneo seco, pero más cálido e isotérmico debido a la menor latitud. Los vientos alisios desarrollan contrastes de exposición, es decir, las lluvias orográficas dan a la ladera al viento, pero es más seco a sotavento debido al efecto Föhn.

## Clima semiárido subtropical

### Clima mediterráneo seco(con lluvia en invierno)
Es un clima semiárido BShs con verano muy seco, de latitud subtropical/mediterránea intermedio entre el clima árido cálido (BWh) y el mediterráneo típico (Csa). Es semicálido, con una temperatura media entre 18 y 22 °C, mientras que las precipitaciones dan unos 200 a 400 mm aproximadamente de promedio anual. La vegetación es de bosque y matorral mediterráneo. Se presenta básicamente en los países mediterráneos.

### Clima subtropical seco (lluvia en verano)

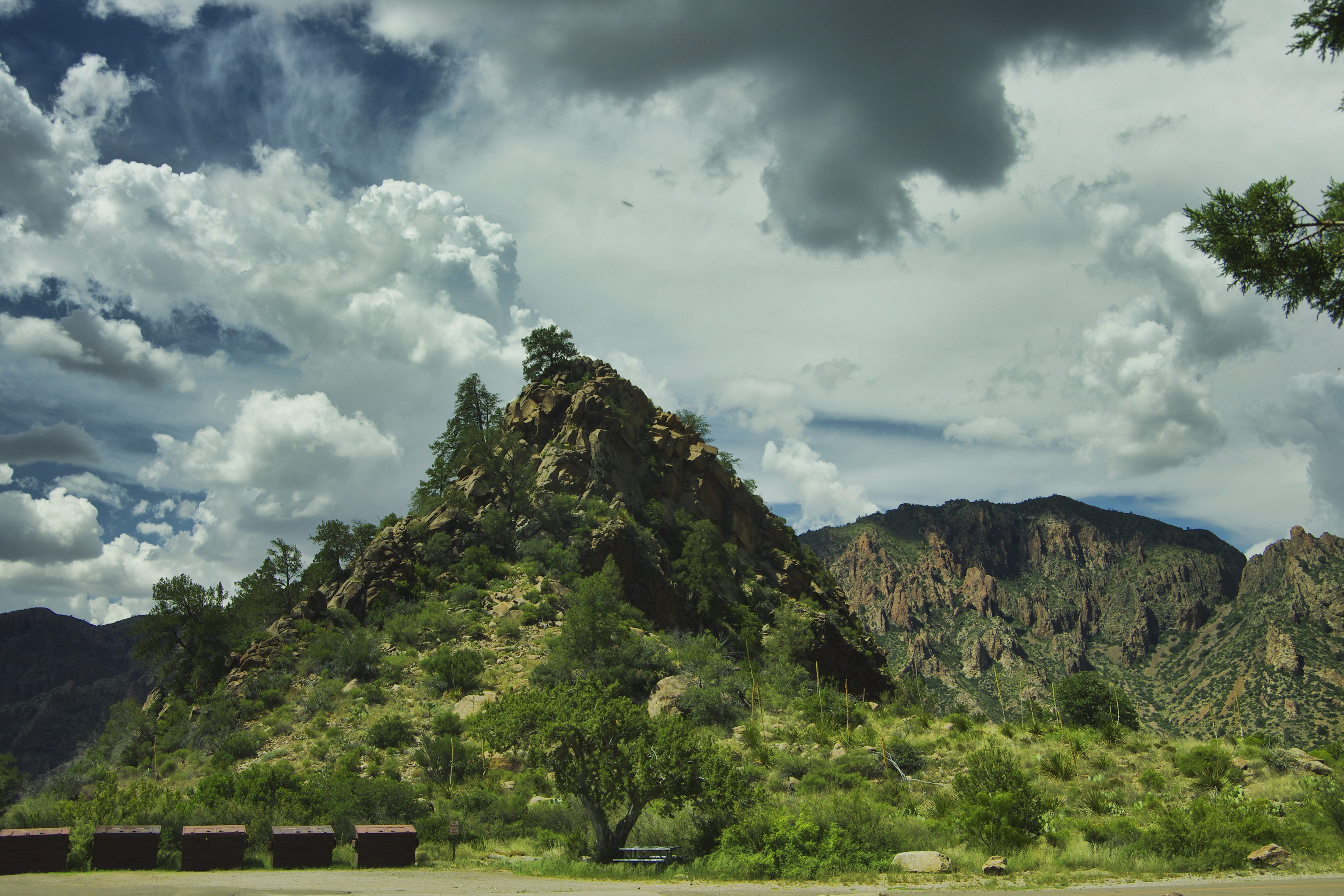
Desierto de Chihuahua (zona de frontera México-Estados Unidos)

Es un clima semiárido BShw con influencia monzónica con lluvias en verano; pero las temperaturas son menores en comparación debido a la altitud, la latitud u otros factores. La temperatura media es de 18 a 24 °C y las precipitaciones entre 300 y 600 mm aproximadamente. También se le llama clima semiseco semicálido. En América se encuentra principalmente en las regiones de matorral xerófilo que en México tienen amplia distribución, en Texas (Estados Unidos), en parte del matorral Caatinga de Brasil y en el bosque seco de parte de la región del Chaco en Argentina, Paraguay y Bolivia. En África se presenta el bosque seco subtropical de Namibia y otros países del África austral. En Australia está la sabana y matorral en el lado oriental.